# Georges Roes
Georges Roes (* 3. März 1889 in Tarbes; † 14. Mai 1945 in Levallois-Perret) war ein französischer Sportschütze.

## Erfolge
Georges Roes nahm an den Olympischen Spielen 1920 in Antwerpen und 1924 in Paris teil. 1920 trat er in acht Disziplinen an und gewann in der Liegend-Position mit dem Armeegewehr im Mannschaftswettbewerb an der Seite von Achille Paroche, André Parmentier, Léon Johnson und Émile Rumeau die Silbermedaille. In fünf weiteren Disziplinen platzierte er sich unter den besten Fünf im Klassement. Vier Jahre darauf kam er gemeinsam mit Émile Rumeau, Paul Colas, Albert Courquin und Pierre Hardy in der Mannschaftskonkurrenz mit dem Freien Gewehr, die über die Distanzen 400 m, 600 m und 800 m ausgetragen wurde, auf 646 Punkte und gewann so hinter dem US-amerikanischen und vor dem haitianischen Team die Silbermedaille. Roes war mit 126 Punkten der viertbeste Schütze der Mannschaft.
Bei Weltmeisterschaften gewann Roes vier Medaillen. 1921 in Lyon und 1924 in Reims sicherte er sich mit der Mannschaft im Dreistellungskampf mit dem Freien Gewehr ebenso die Bronzemedaille wie 1930 in Antwerpen im Einzel des Dreistellungskampfes mit dem Armeegewehr. Im liegenden Anschlag mit dem Freien Gewehr wurde er 1925 in St. Gallen Vizeweltmeister.